# 城巴X9線
城巴X9線是香港的一條巴士線，來往中環（天星碼頭）及石澳，於2021年6月26日起投入服務。
本線只於假日提供服務，主要方便假日來往石澳一帶泳灘及龍脊郊遊的遊客往來北角、銅鑼灣及中環。

## 歷史
- 2008年6月22日：此路線前身309線因客量不足而取消。
- 2021年6月26日：此路線開辦。[4]
- 2021年9月4日：[5]
  - 往石澳方向增加歌連臣角分站；
  - 往中環方向取消景隆街和國際金融中心二期分站，增加歌連臣角、百德新街和域多利皇后街分站；
  - 星期日及公眾假期往石澳方向削減至30分鐘一班。
- 2021年11月6日：削減由中環開出的班次。[6]
- 2022年1月1日：再度削減由中環開出的班次。[7]
- 2022年2月5日：臨時取消所有由中環開出的班次。[8]

## 服務時間及班次
| 中環（天星碼頭）開                | 中環（天星碼頭）開 | 中環（天星碼頭）開 | 石澳開           | 石澳開                     | 石澳開                     |
| 日期                              | 服務時間           | 班次（分鐘）       | 日期             | 服務時間                   | 班次（分鐘）               |
| --------------------------------- | ------------------ | ------------------ | ---------------- | -------------------------- | -------------------------- |
| 星期六、日及公眾假期              | 10:30、11:30       | 10:30、11:30       | 星期六           | 16:30、17:00、17:30、18:00 | 16:30、17:00、17:30、18:00 |
|                                   |                    |                    | 星期日及公眾假期 | 16:30、17:00、17:15、17:30 | 16:30、17:00、17:15、17:30 |
| 17:45、18:00、18:20、18:40、19:00 |                    |                    | 星期日及公眾假期 |                            |                            |

星期一至五（公眾假期除外）不設服務

## 收費
全程：$20.6
- 港運城往石澳：$17.1

| - 本線設有12歲以下小童及65歲或以上長者半價優惠。 - 65歲或以上香港居民使用「樂悠咭」，以及12歲以下合資格殘疾兒童使用「殘疾人士身份」個人八達通繳付車資，均可享有每程$2.0或半價（以較低者為準）的票價優惠；12至64歲合資格殘疾人士使用「殘疾人士身份」個人八達通（包括「樂悠咭」），以及60至64歲香港居民使用「樂悠咭」繳付車資，均可享有每程$2.0或全費（以較低者為準）的票價優惠。 - 65歲或以上長者如使用長者或一般個人八達通繳付車資，則只可享有半價優惠；12至64歲合資格殘疾人士如不使用「殘疾人士身份」個人八達通，以及60至64歲人士如不使用「樂悠咭」繳付車資，必須繳付全費。 - 乘客可以現金或八達通於上車時付款，不設找續。 - 每位成人乘客可免費攜帶最多兩名4歲以下而不佔座位的兒童乘客乘車，超額之4歲以下小童必須繳付小童車費乘車。 - 九龍巴士、城巴及龍運巴士全職員工及家屬（不包括外判職員）可免費乘搭本路線，惟必須拍職員或職員家屬八達通。 - 乘客亦可使用AlipayHK「易乘碼」、支付寶、 WeChatHK／微信支付「搭車碼」、銀聯雲閃付「乘車碼」及BOC Pay「乘車碼」、具有感應式支付功能的VISA、Mastercard及銀聯卡，以及Apple Pay、Google Pay及Samsung Pay流動支付平台繳付車資。使用此支付方式的乘客可享有中途下車之分段收費，以及與其他城巴獨營路線或聯營線城巴班次之轉乘優惠，惟不適用於與非城巴路線之轉乘優惠。使用此支付方式的乘客亦不能享有「公共交通費用補貼計劃」及「長者及合資格殘疾人士公共交通票價優惠計劃」。 - 此路線接受以AlipayHK「易乘碼」及銀聯雲閃付「乘車碼」繳付車資。使用此等付款方式將只可享有其他同樣接受此付款方式的新巴／城巴路線或聯營路線之新巴／城巴班次的轉乘優惠，亦不能受惠於劃一$2票價優惠及公共交通費用補貼計劃。 |

## 用車
受大潭道及石澳道路面狹窄影響，本路線用車為Enviro400 Euro V（3800-3859）及亞歷山大丹尼士Enviro 200 MMC（250*）。
受山頂纜車暫停服務影響，新世界第一巴士向城巴租用部分亞歷山大丹尼士Enviro 400（7000-7059）行走本線、9號及14線，以便該公司騰出足夠Enviro400 Euro V（3800-3859）行走受加列山道天橋高度限制的15、15B及X15線。
受較強的熱帶氣旋吹襲後初期或會使用青年JNP6120GR 11.6米（260*）
於需求較高時段，可能獲派亞歷山大丹尼士Enviro 500 MMC 11.3米（4040-4091）或富豪B9TL11.3米空調巴士（4500-4529）。

## 行車路線
中環（天星碼頭）開經：民光街、民耀街、港景街、中環（交易廣場）巴士總站、干諾道中、中環及灣仔繞道、東區走廊、糖水道、英皇道、民康街、東區走廊、柴灣道、大潭道、石澳道、鶴咀道及石澳道。
石澳開經：石澳道、鶴咀道、石澳道、大潭道、柴灣道、東區走廊、民康街、英皇道、糖水道、東區走廊、維園道、告士打道、夏愨道、天橋、干諾道中、畢打街、康樂廣場、民耀街及民光街。

### 沿線車站
| 中環（天星碼頭）開 | 中環（天星碼頭）開 | 中環（天星碼頭）開       | 石澳開 | 石澳開       | 石澳開       |
| 序號               | 車站名稱           | 位置                     | 序號   | 車站名稱     | 位置         |
| ------------------ | ------------------ | ------------------------ | ------ | ------------ | ------------ |
| 1                  | 中環（天星碼頭）   | 中環（天星碼頭）巴士總站 | 1      | 石澳         | 石澳巴士總站 |
| 2                  | 中環（交易廣場）   | 中環（交易廣場）巴士總站 | 2      | 鶴咀         | 鶴咀道       |
| 3                  | 港運城             | 英皇道                   | 3      | 土地灣       | 石澳道       |
| 4                  | 歌連臣角           | 石澳道                   | 4      | 爛泥灣       | 石澳道       |
| 5                  | 爛泥灣             | 石澳道                   | 5      | 歌連臣角     | 石澳道       |
| 6                  | 土地灣             | 石澳道                   | 6      | 琴行街       | 英皇道       |
| 7                  | 鶴咀               | 鶴咀道                   | 7      | 百德新街     | 告士打道     |
| 8                  | 石澳               | 石澳巴士總站             | 8      | 皇后像廣場   | 干諾道中     |
|                    |                    |                          | 9      | 域多利皇后街 | 干諾道中     |
| 10                 | 中環（天星碼頭)    | 中環（天星碼頭）巴士總站 |        |              |              |